# 田中馬場町
田中馬場町（たなかばばちょう）は、京都府京都市左京区の町名。郵便番号は606-8206。

## 歴史
1907年ごろ、町内に町有の共同浴場ができた。1907年には戸数253戸、人口1587人で、非常に貧しく、瓦葺きの家は3分の1もなくて便所は共同だった。
1920年、養正隣保館が開設される。

## 行政
- 京都市役所都市計画局養正市営住宅管理事務所

## 経済

### 産業
高野川と加茂川で砂利をとる「バラス採取業」をしている人の多くは親方にやとわれた人夫だった。青物行商と人力車夫も多かった。皮革の仕事は少なくて皮革の仕事をしていた人は裕福だった。皮革の仕事をやっていたのは早瀬商店など3軒だった。
店舗・企業
- アイバサイクル
- 井上土建
- 竹村酒店
- 御蔭製作所

かつて存在した企業・商工業者
- 丸市組合資会社 - 目的は馬車及び人夫の供給、運送業[4]。
- 林留男（牛乳搾取）[5]

## 地域

### 警察
- 下鴨警察署

### 施設
宗教
- 獨證寺 - 真宗大谷派[6]

暮らし
- 養正市営住宅
- 京都市立養正浴場
- 小規模多機能 ようせいの家（小規模多機能型居宅介護）

公園
- 養正児童公園（希望の広場）

## 出身・ゆかりのある人物
- 朝田善之助（部落解放運動家） - 部落解放同盟中央本部委員長[7]。1902年、京都府愛宕郡田中村字西田中（現在の京都市左京区田中馬場町）生まれ[注 1]。1971年、10階建ての市営改良住宅が建って移るまで、朝田はずっと生まれた家に住んでいた[2]。
- 高橋松蔵（医師）
- 和田藤吉（靴屋） - 寺町二条で靴屋をひらいた[2]。長いあいだ詩をやっており「詩の先生」として知られた[2]。